# Tryphon senex
Tryphon senex är en stekelart som beskrevs av Charles Thomas Brues 1910. Tryphon senex ingår i släktet Tryphon och familjen brokparasitsteklar. Inga underarter finns listade i Catalogue of Life.